# Сказка о том, кто ходил страху учиться

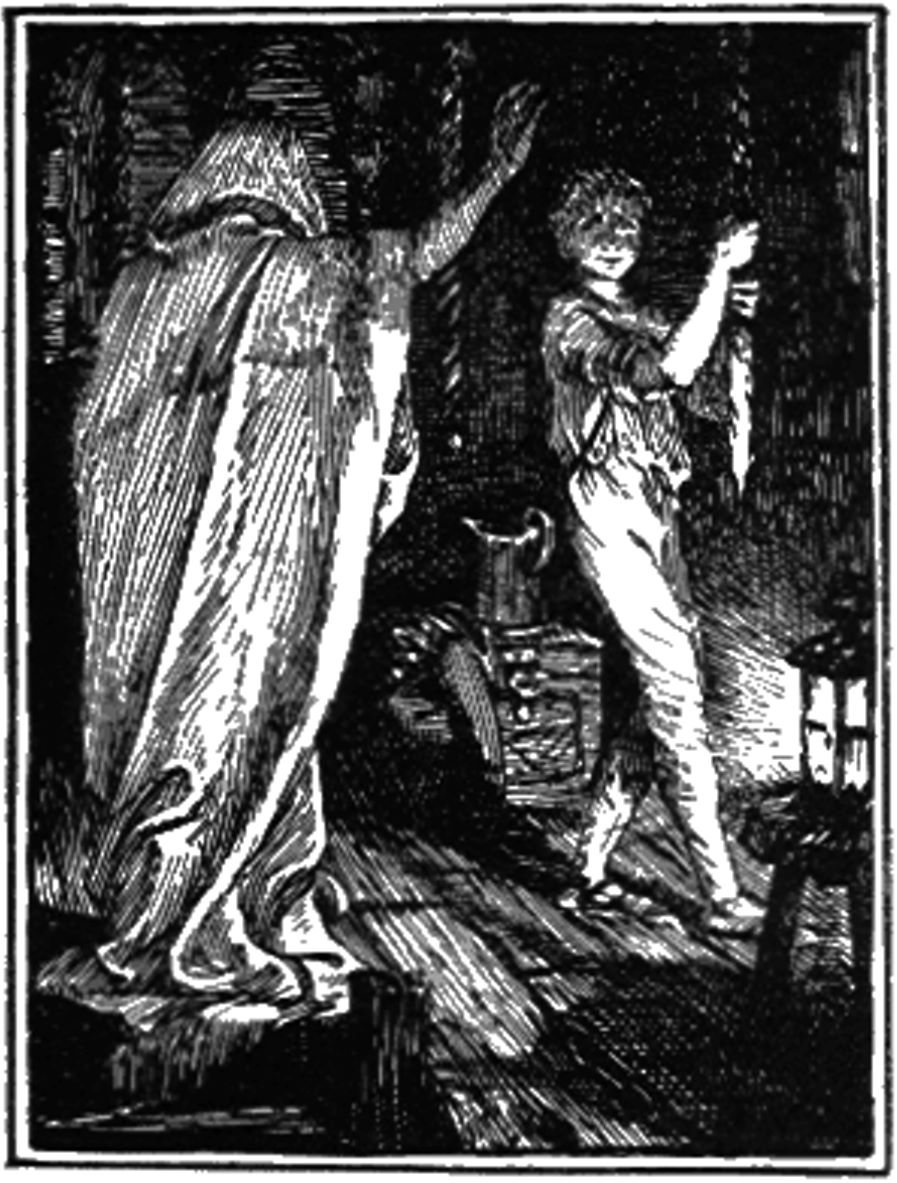
Дьячок, переодетый привидением, пытается напугать юношу (иллюстрация Г. Д. Форда, 1889)

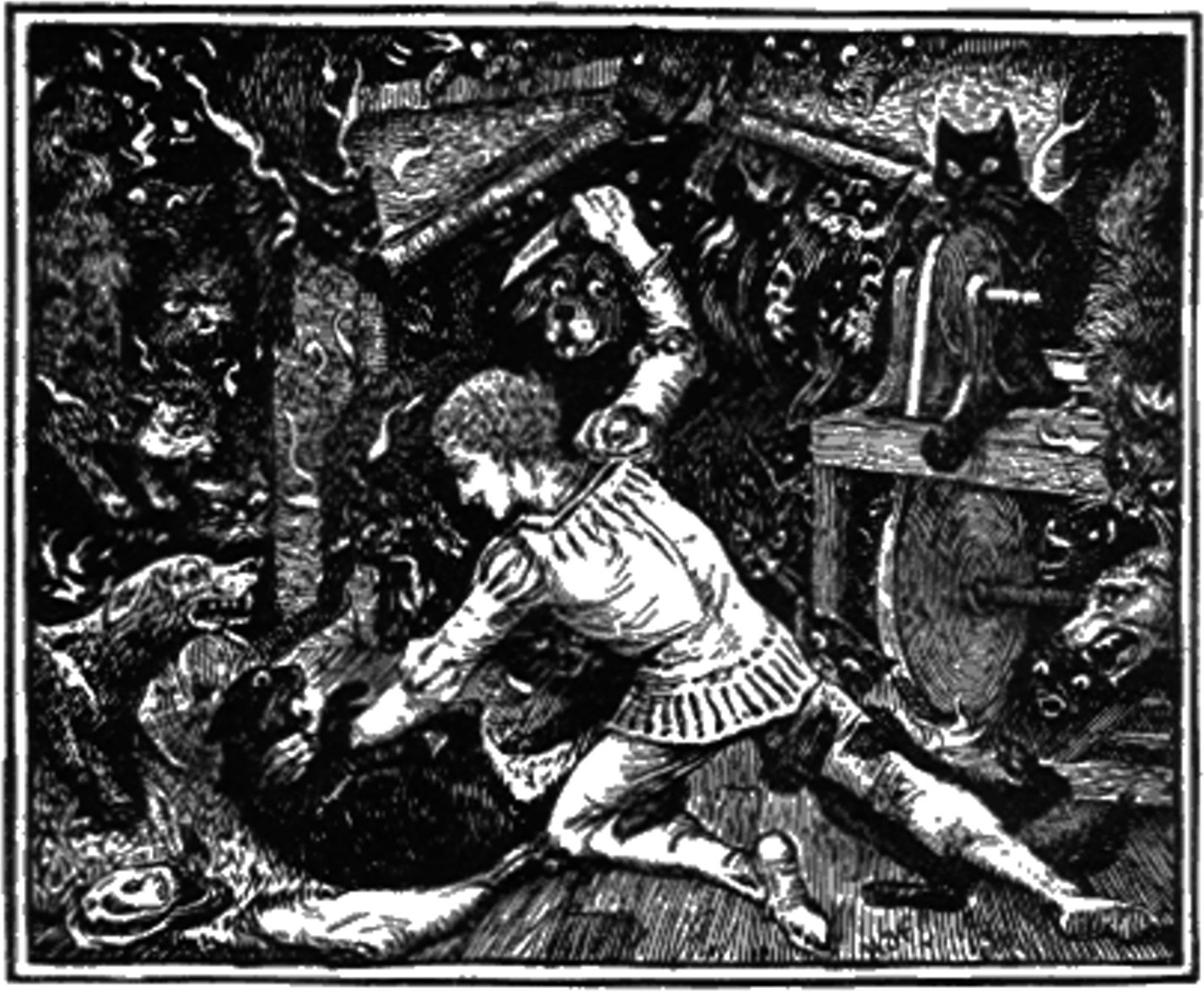
Первая ночь в заколдованном замке (иллюстрация Г. Д. Форда, 1889)

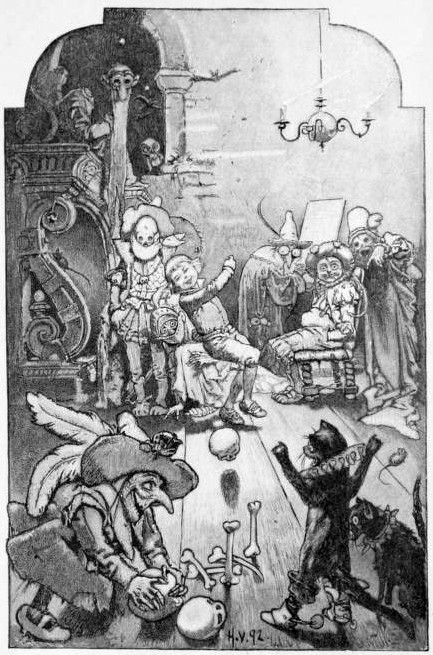
Вторая ночь в заколдованном замке (иллюстрация Германа Фогеля)

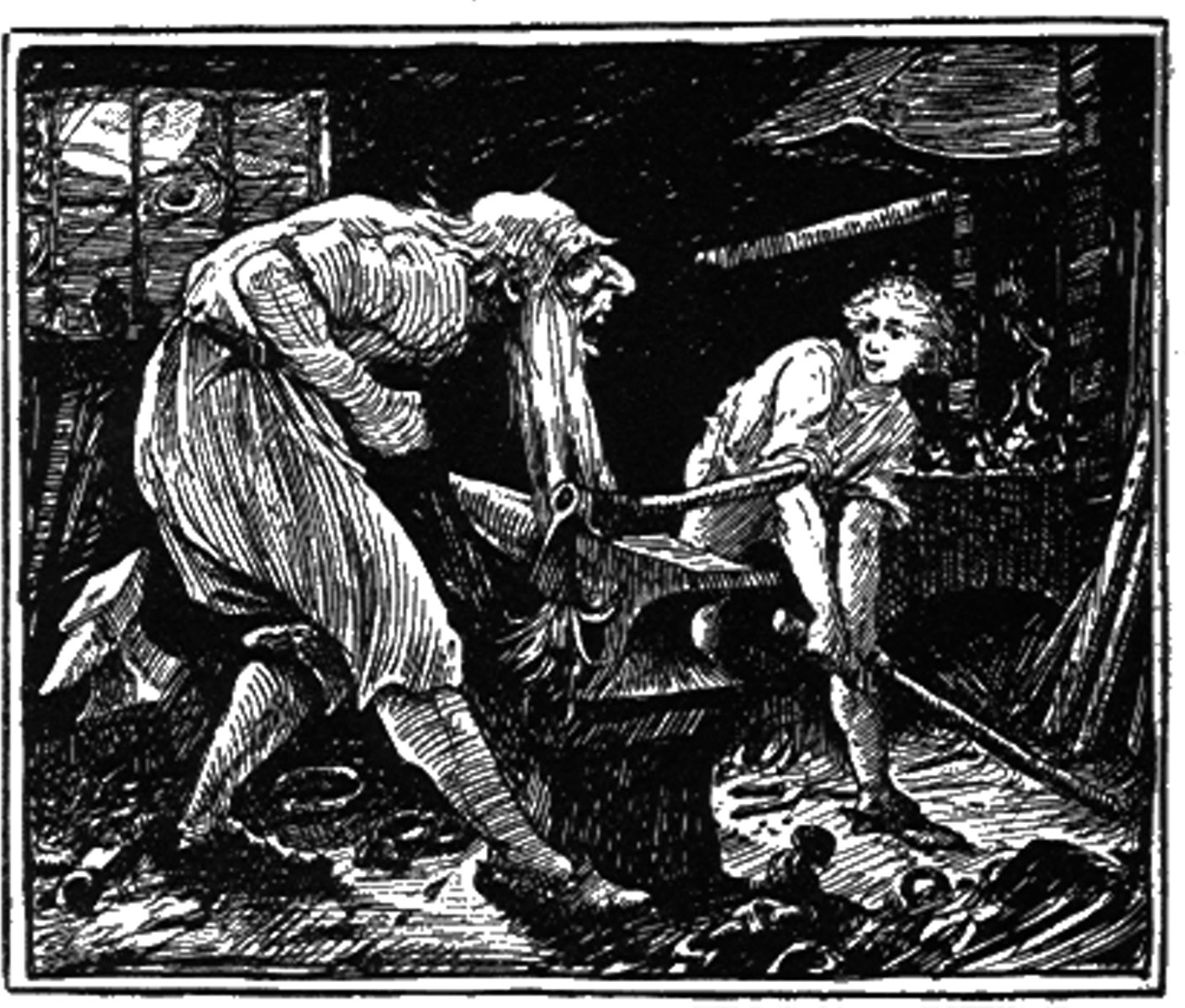
Последняя ночь в заколдованном замке (иллюстрация Г. Д. Форда, 1889)

«Сказка о том, кто ходил страху учиться» (нем. Märchen von einem, der auszog das Fürchten zu lernen) — сказка братьев Гримм, представляющая собой комедию ужасов, повествующую о молодом человеке, желавшем испытать страх. По системе классификации сказочных сюжетов Aарне-Томпсона, имеет номер 326.

## Сюжет
Один отец жил с двумя сыновьями, младший из которых был бесстрашен и очень хотел страху научиться, а ремеслу не желал. По жалобе отца решил его страху дьячок научить: послал юношу в полночь на колокольню, а сам притворился привидением, но парень, ничуть не испугавшись, спустил мнимое привидение с лестницы. После этого происшествия отправил его отец от себя прочь, дав денег лишь на первое время. По пути он ночует под виселицей с мертвецами, а затем от владельца постоялого двора узнаёт о заколдованном замке, полном сокровищ: кто проведёт в нём три ночи, за того король обещал отдать свою дочь замуж. Думая, что, наконец-то познает что такое страх, парень соглашается заночевать в замке, тщательно подготовившись ко всем неожиданностям. Первую ночь его покой потревожили огромные чёрные кошки, собаки и скачущая кровать. Во вторую ночь пришли страшные люди, играющие в кегли мёртвыми головами. В третью ночь — объявился мертвец в гробу и чудовищный бородач. Всем им отважный юноша смог дать достойный отпор и в награду стал королевским зятем. Когда молодой жене надоели его жалобы о том, что он страху так и не научился, то, по совету своей горничной, королевна зачерпнула ушатом в ручье пескарей и вылила на спящего мужа. Вскочил тот спросонья и, ощутив прыгающих кругом рыбёшек, закричал: «Ой, страшно мне, страшно мне, жёнушка милая! Да! Теперь я знаю, что значит дрожать от страха!»

## Происхождение и варианты сюжета
Сказка в окончательной версии появляется в сборнике братьев Гримм со второго издания 1819 года. Годом раньше она была опубликована ими в журнале Wünschelruthe (№ 4). Сказка основана на истории, записанной в районе Швальм от Фердинанда Зиберта, также рассказах из Мекленбурга и Цверна (возможно от Доротеи Фиман). Версия первого издания сказок 1812 года содержала только один эпизод в замке с игрой в карты и кегли.
Братья Гримм отмечают, что в оригинальных источниках эпизоды в замке одиночные и сюжет варьируется.
Из цвернской версии сказки взят труп, который юноша хочет отогреть в кровати. В другой заимствована игра против привидений, с девятью ногами-кеглями и черепом вместо мяча. В третьей версии, гессенской, мастер поливает бесстрашного мальчика-портного в кровати холодной водой. В четвёртой молодой житель Тироля решает научиться страху, он встречает бородатое привидение, которое хочет его убить, а затем исчезает, когда бьёт полночь.
Пятая версия (из Цверна), записанная, вероятно, от Доротеи Фиман более богата деталями. В ней сын кузнеца идёт в мир, чтобы научиться страху. Мертвец с виселицы, под которой заснул юноша, просит его рассказать школьному учителю, кто истинный вор, чтобы его похоронили достойно. Мертвец отдает ему свою палку, которая способна наносить удары по призракам. С помощью палки сын кузнеца освобождает проклятый замок, заперев чёрное привидение и священника в образе чёрного пуделя. Золотая одежда, которую король дарит в благодарность, слишком тяжела, поэтому юноша сохраняет свой старый халат. А услышав пугающий пушечный залп, юноша радуется, что теперь познал что такое страх.
В шестой версии, происходящей из Падерборна (вероятно, от семьи фон Гакстгаузен) отец посылает своего бесстрашного сына Ганса принести мёртвых костей, и при этом наказывает двум дочерям сыграть призраков, но Ганс сворачивает им шеи. За это он должен эмигрировать, прозвавшись Гансом Фюрхтеминигом. Для ночного дежурства в замке с привидениями к нему приставляют солдата сопровождающего, который из-за холода идет зажигать огонь, и теряет голову. Ганс играет в карты с безголовым. На третью ночь призрачный дух хочет его прогнать прочь из замка. Юноша предлагает пари: кто первым просунет палец в замочную скважину. Когда дух засовывает палец, Ганс заклинивает его и бьёт.
Братья Гримм в качестве источников приводят и литературные: И. В. Вольф «Сказки» (Стр. 328, 408), «Нидерландские сказания» (Стр. 517—522); Игнатия Цигерле (C. 281—290); Генрих Проль «Детские и народные сказки» (№ 33); шведская сказка «Graasappen» Мольбеха (№ 14) и датская сказка про Свенда (№ 29). Хрейдмар из исландского сказания хочет узнать что такое гнев. Они упоминают ещё замечание о сказке Гёте.

## Интерпретации
Сюжет о герое, в роли которого может выступать свинопас, уволенный со службы солдат или заблудший принц, который в итоге женится на дочери короля и получает королевство (или его часть), является достаточно распространённым.
В сказке идёт речь о древнем матрилинейном порядке наследования, в котором наследство получают дочери, а не сыновья. При передаче сказки в патрилинейном обществе, ей становится необходимо веское основание для подобных установлений — подобным основанием становится редкий дар отсутствия страха, а также необычно решительная жена, дочь короля.
Психологические интерпретации сказки приводят Сёрен Кьерркегор , Хедвиг фон Бейт, Вильгельм Зальбер, Эгона Фабиан и Астрид Томе

## «Сказка о том, кто ходил страху учиться» в культуре
- 1994 — Про того, который ходил страху учиться (Сокровище заколдованного замка)[5] — пьеса Михаила Бартенева[6].

## Экранизации
- «Как Франта научился бояться», чехословацкий фильм 1959 года.
- Симсала Гримм, немецкий мультсериал 1999 - 2010 годов, первый сезон, эпизод 9.
- «Сказка о том, кто ходил страху учиться», немецкий фильм 2014 года.